# Peter Kooij
Peter Kooij (auch Peter Kooy; * 1954 in Soest) ist ein niederländischer Sänger (Bariton) und Spezialist für historische Aufführungspraxis.

## Leben
Kooij studierte in Holland nach einem Violinstudium Gesang bei Max van Egmond. Bei der Bach-Kantaten-Gesamtaufnahme des Bach Collegium Japan wirkt er regelmäßig mit. Eine regelmäßige Zusammenarbeit besteht außerdem mit dem Collegium Vocale Gent unter Philippe Herreweghe. Heute unterrichtet er als Professor am Königlichen Konservatorium in Den Haag.
Mehr als 100 CDs dokumentieren sein Schaffen.
2002 gründete er zusammen mit Monika Frimmer, Christa Bonhoff und Dantes Diwiak ein Quartett mit dem Namen Tanto Canto, das seltenes Liedgut sowohl a cappella als auch mit Klavier oder Ensemble aufführt. Das Quartett nahm 2005 Auszüge des Werkes Ohren-vergnügendes und Gemüth-ergötzendes Tafel-Confect (auch Augsburger Tafel-Confect genannt) der Komponisten Valentin Rathgeber und Johann Caspar Seyfert auf, geleitet von Jürgen Sonnentheil.

## Preise und Auszeichnungen
- 2016: Bach-Medaille der Stadt Leipzig.[2]

## Aufnahmen (Auswahl)
DVD
- Johann Sebastian Bach: Gelobet seist du, Jesu Christ. Kantate BWV 91. Rudolf Lutz, Chor und Orchester der J. S. Bach-Stiftung, Monika Mauch (Sopran), Margot Oitzinger (Alt), Bernhard Berchtold (Tenor), Peter Kooij (Bass). Samt Einführungsworkshop sowie Reflexion von Ludwig Stocker. Gallus Media, 2017.[3]